# Jean-Baptiste Franceschi-Delonne
Pour les articles homonymes, voir Franceschi.
Jean Baptiste Francisqui, dit Franceschi-Delonne, né le 4 septembre 1767 à Lyon et mort le 23 octobre 1810 à Carthagène, en Espagne, est un général français du Premier Empire. Sous-lieutenant en 1792, il combat à Austerlitz puis devient aide de camp de Joseph Bonaparte à Naples. Envoyé en Espagne à la tête d'une brigade de cavalerie légère, il est capturé par les Espagnols et meurt en prison des suites de mauvais traitements. Le maréchal Soult, son ami, le considère dans ses Mémoires comme l'un des meilleurs officiers généraux de l'armée française. Non seulement militaire mais aussi artiste, il a été pensionnaire de la villa Médicis et lauréat du prix de Rome.

## Biographie

### L'artiste et le soldat
Fils de Regle Francisqui, plâtrier, et Marie-Barbe Dellone, Jean-Baptiste Francisqui, dit Franceschi-Delonne, naît après son frère jumeau Charles-Joseph le 4 septembre 1767 à Lyon, paroisse Sainte-Croix. Au sujet de son patronyme, Robert Burnham écrit qu'« il est généralement mentionné dans la plupart des récits historiques et des mémoires sous le nom de Franceschi ». Il possède des liens de parenté avec le futur général François Franceschi-Losio. 
Franceschi devient sculpteur et pensionnaire de la villa Médicis avant d'être lauréat du prix de Rome. En septembre 1792, il s'engage dans l'armée à la « compagnie des Arts » dont il est élu sous-lieutenant le 6 de ce mois. Il est ensuite versé avec son unité dans la 9e bataillon bis de volontaires de Paris, également appelé bataillon de l'Arsenal. Affecté à l'armée de la Moselle puis à celle de Sambre-et-Meuse, il devient artilleur puis adjoint de l'adjudant-général Debelle, qui fait partie de l'état-major de l'artillerie. Dans un courrier adressé à celui-ci, le général Kléber évoque « le courage, l'intelligence et le dévouement » de Franceschi, qui est nommé aide de camp de Debelle le 6 octobre 1796 — une autre source donne la date du 11 décembre.

### Chez les hussards

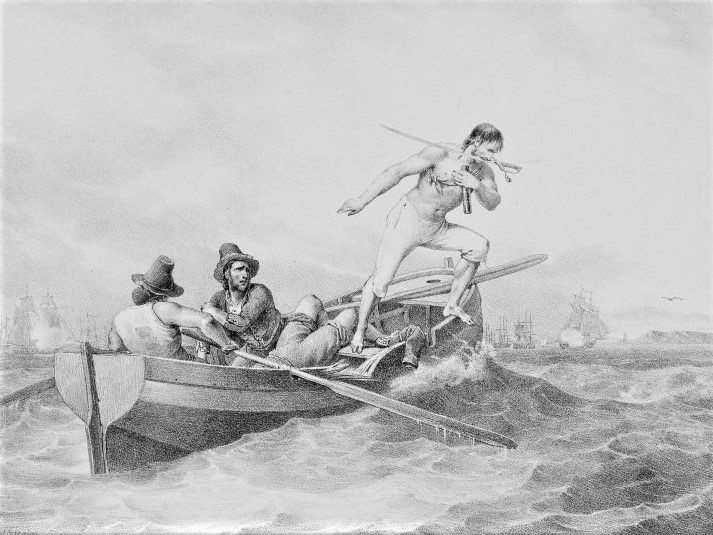
Exploit du chef d'escadron Franceschi au siège de Gênes, le 20 mai 1800. Lithographie de François Grenier de Saint-Martin.

Le 9 novembre 1796, il passe dans les troupes à cheval et participe à l'expédition d'Irlande. Le 17 février de l'année suivante, il est promu lieutenant au 4e régiment de hussards et participe à la bataille de Neuwied (18 avril 1797) où il reçoit le grade de capitaine. Il intègre par la suite l'armée d'Helvétie où il fait la connaissance du général Jean-de-Dieu Soult, qui le prend comme aide de camp et avec lequel il se lie d'amitié. 
Le 13 octobre 1799, Franceschi-Delonne est chef d'escadron. Il se distingue lors du siège de Gênes, lorsqu'il réussit à passer les lignes autrichiennes pour faire un compte-rendu à Napoléon avant de regagner la ville assiégée. Georges Six raconte ainsi qu'il « sortit de Gênes puis, après avoir rejoint le Premier Consul, rentra dans la place avec 6 rameurs, traversa la flotte anglaise et échappa à l'ennemi en se jetant à la mer et en abordant à la nage la rive de la Pietra ».
Repassé au 4e hussards en août 1801, il reprend ses fonctions d'aide de camp auprès de Soult en octobre 1802 avant d'être promu au grade de colonel quelques jours plus tard, le 3 novembre. Le 15 juin 1804, alors que l'Empire vient d'être proclamé un mois plus tôt, il est fait commandant de la Légion d'honneur ; Charles Thoumas note que c'est une « faveur très rare pour un officier de son grade ». Il prend le commandement du 8e régiment de hussards en remplacement de Jacob François Marulaz le 1er février 1805. En prévision de la campagne qui s'annonce contre les Russes et les Autrichiens, son régiment est affecté à la brigade de cavalerie du général Margaron. 
Franceschi se distingue en particulier lors de la bataille d'Austerlitz, le 2 décembre 1805 : ce jour-là, alors qu'il passe devant l'Empereur avec ses cavaliers, ce dernier lui dit « toujours mon hussard !… Toujours partout !… Toujours intrépide !… Toujours prêt à donner un bon coup de sabre !… ». Arrivé à la fin des combats avec seulement 80 cavaliers de son régiment, il tombe sur la colonne russe en retraite du général Przybyszewski, alors serrée de près par les fantassins français de Friant, et obtient sa reddition, faisant prisonnier trois généraux et 3 000 soldats. Il est promu général de brigade le 24 décembre 1805. 
En 1806, il sert en Italie sous les ordres d'Eugène de Beauharnais, avant de participer à l'invasion du royaume de Naples au sein du corps de Reynier, où il commande les troupes de réserve (6e et 9e chasseurs à cheval et un bataillon du 1er régiment suisse). S'il ne prend aucune part à la bataille de Campo Tenese le 9 mars, il couvre la retraite française à l'issue de la défaite de Reynier face aux Anglais à la bataille de Maida le 4 juillet. Il est par la suite fortement impliqué dans la lutte contre les bandes de partisans calabrais. En récompense de ses services, Franceschi devient, le 7 mars 1807, aide de camp de Joseph Bonaparte, roi de Naples. Il est également nommé chevalier de l'ordre de la Couronne de fer dans les premiers jours de décembre.

### En Espagne et au Portugal, 1808-1809

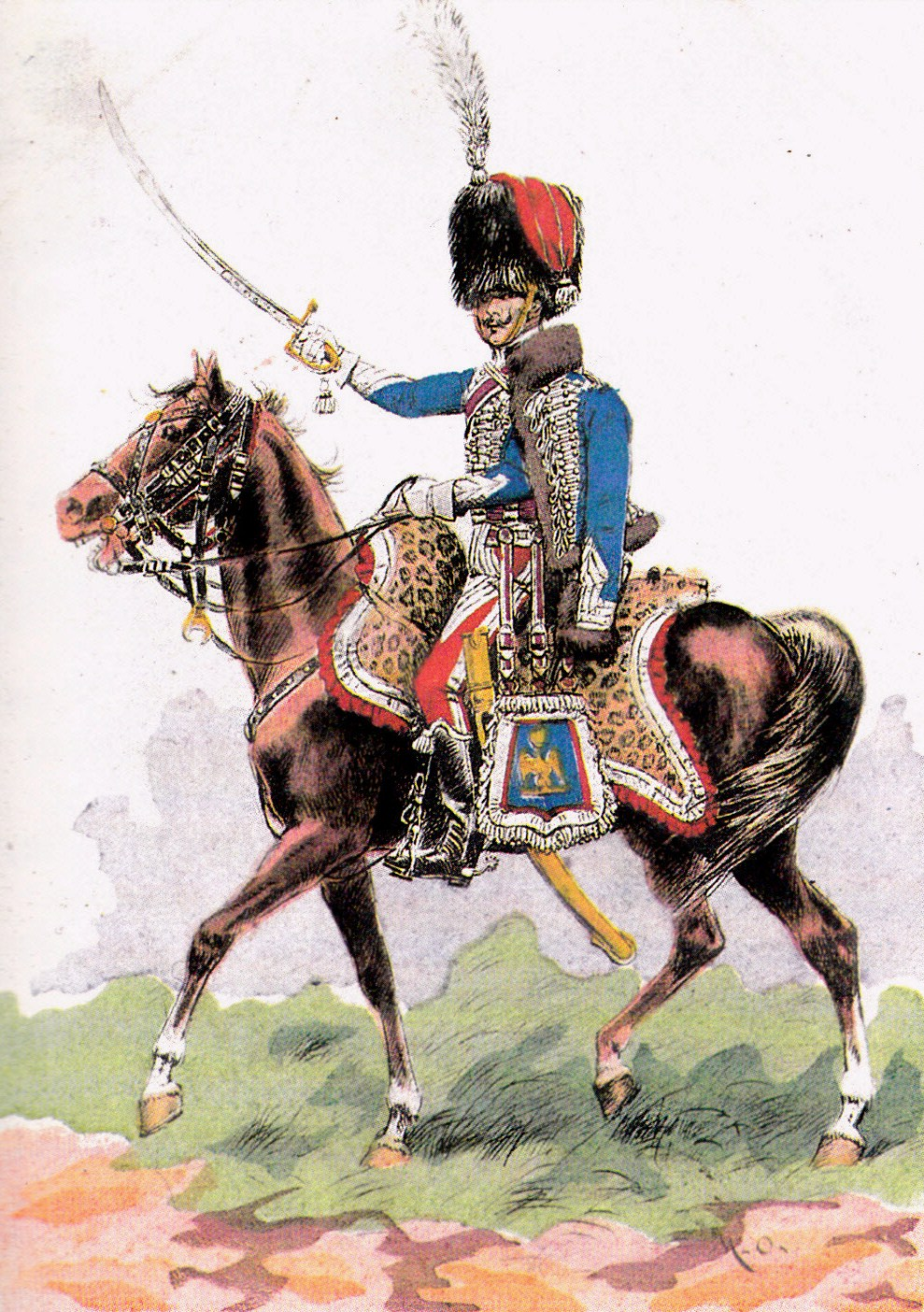
Chef d'escadron du 1er régiment de hussards, par Maurice Orange. Cette unité sert dans la division Franceschi-Delonne lors de la campagne du Portugal en 1809.

Le 8 février 1808, au palais royal de Portici, il épouse Anne-Adélaïde Dumas, la fille du général Mathieu Dumas (ministre de la Guerre du royaume de Naples),. Le couple s'apprécie beaucoup. En septembre de la même année, le général Franceschi-Delonne doit néanmoins partir pour la guerre d'Espagne où il prend la tête d'une brigade de cavalerie légère au sein du VIe corps d'armée commandé par le maréchal Ney,. Le 25 octobre, il fait une première fois le coup de sabre lors d'un combat à Lerín.
Il est transféré peu après au 2e corps du maréchal Soult et charge à la bataille de Burgos, le 10 novembre. Lorsque Soult est chargé de poursuivre l'armée anglaise en retraite vers La Corogne, Franceschi est placé à l'avant-garde avec ses deux régiments, le 1er hussards et les chasseurs à cheval hanovriens. Il se signale dans plusieurs affrontements, en particulier au combat de Mansilla (29 décembre) où il capture un millier de soldats espagnols,. À compter du mois de février 1809, il reçoit le commandement de toute la division de cavalerie légère du corps de Soult, forte de quatre unités : le 1er hussards, le 8e régiment de dragons, le 22e régiment de chasseurs à cheval et les chasseurs à cheval hanovriens.
En mars 1809, Soult entre au Portugal. Deux régiments de la division Franceschi, le 1er hussards et le 8e dragons, sont présents les 18 et 20 mars 1809 à la bataille de Braga, où le général s'empare du village de Lanhoso et contourne le dispositif adverse conjointement avec l'infanterie de Mermet. Les Français continuent leur avance mais se replient après l'arrivée des troupes britanniques du général Wellesley ; la division Franceschi constitue alors l'arrière-garde. Au cours de la retraite, le général montre un remarquable sens tactique qui lui permet de ramener ses deux brigades sans grandes pertes. Le 23 mai, les cavaliers de Franceschi-Delonne s'arrêtent à Lugo et le repli de l'armée française prend fin.

### La détention et la mort

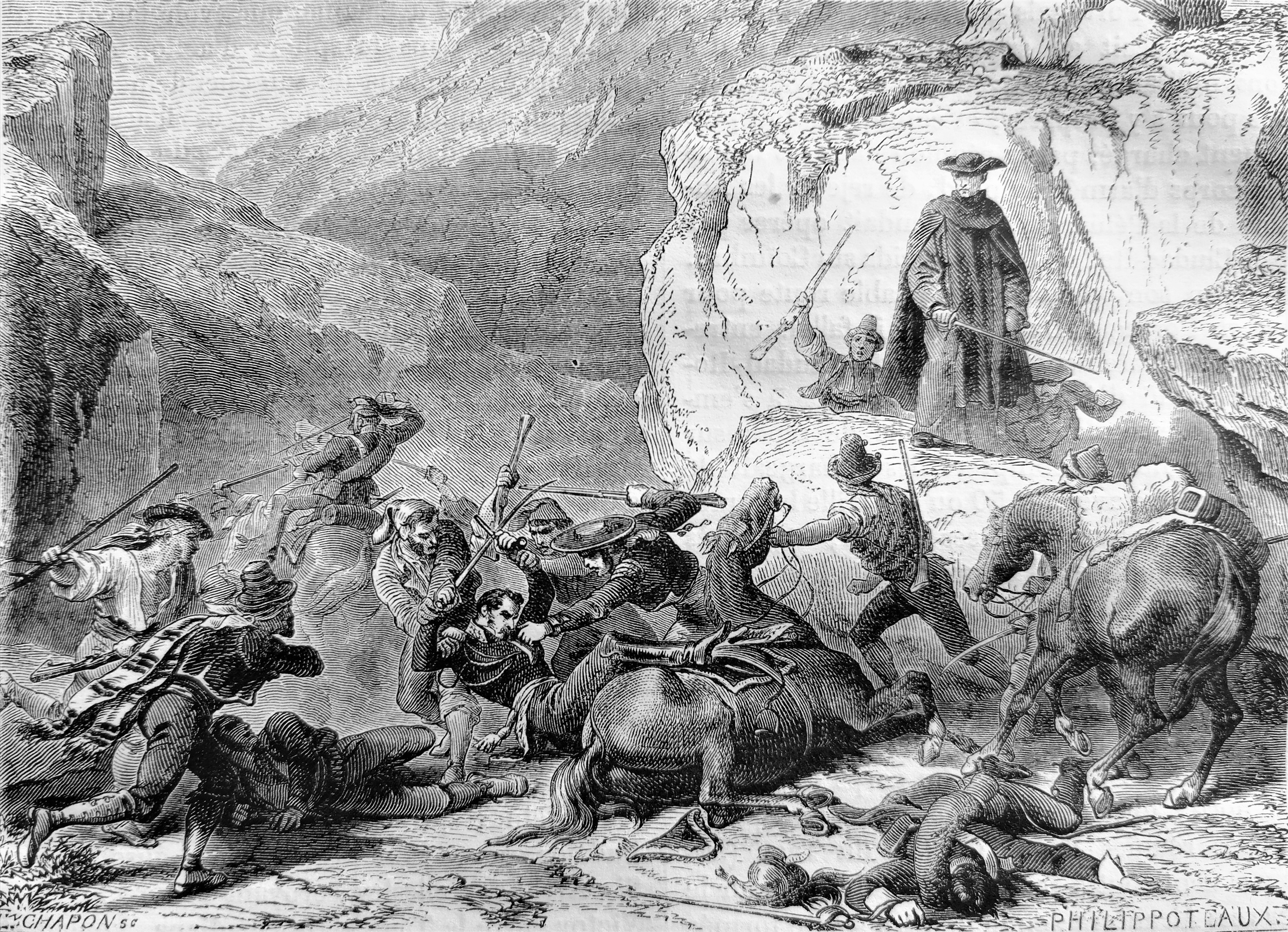
Capture du général Franceschi-Delonne par les guérilleros d'El Capuchino le 28 juin 1809. Illustration d'Henri Félix Emmanuel Philippoteaux.

Chargé par le maréchal Soult de porter à Madrid une dépêche importante destinée au roi Joseph, le général Franceschi, accompagné des capitaines Bernard et de Saint-Joseph, tombe le 28 juin dans une embuscade tendue par les hommes du moine « El Capuchino », non loin du village de San Pedro de Latarce. Les prisonniers sont présentés au duc de Parque puis au général anglais Wellington, mais le chef de guérilla refuse de livrer ses captifs aux Britanniques. Franceschi et ses camarades sont finalement conduits à Séville puis emprisonnés à l'Alhambra de Grenade. Le capitaine de Saint-Joseph est rapidement libéré grâce à l'intervention du général Suchet ; les deux autres officiers sont conduits à Carthagène au début de l'année 1810. 
Les geôliers espagnols qui veulent rançonner les captifs réussissent à faire évader le capitaine Bernard mais la somme demandée pour Franceschi-Delonne est plus importante et celui-ci reste prisonnier. Les mauvaises conditions de sa détention font décliner la santé du général qui meurt le 23 octobre 1810. Apprenant la nouvelle, sa femme refuse de s'alimenter et meurt en 1811. La mort de Franceschi-Delonne fait dire plus tard au maréchal Soult : « Franceschi a été mon meilleur ami. Il est devenu un des meilleurs officiers généraux de l'armée française, jusqu'à ce que, jeune encore et plein d'avenir, il ait trouvé en Espagne une triste fin qui a été un des plus amers chagrins de ma vie ». Au cours de sa captivité, le général est élevé par Napoléon à la dignité de baron de l'Empire le 23 juin 1810. Le nom de Franceschi-Delonne est inscrit sur le côté ouest de l'arc de triomphe de l'Étoile, à Paris.

## Considérations
Pour l'historien américain Robert Burnham, « le général Franceschi était le type même de l'officier de cavalerie légère : agressif, sûr de lui et tenu en haute estime par ses supérieurs ». Charles-Antoine Thoumas le considère comme « l'un des généraux de cavalerie les plus remarquables de la Grande Armée » et ajoute à son sujet : 

« Il avait paraît-il l'instinct raisonné de la guerre, le coup d'œil rapide et sûr, l'esprit fertile, l'audace, l'activité, la vigilance qui jamais ne laissait échapper l'occasion, sûr de battre l'ennemi, sûr de prévenir ses surprises. »

Dans la péninsule Ibérique, il s'attire le respect et la considération des généraux anglais, en particulier de Wellington qui le complimente, durant sa captivité, sur sa brillante gestion tactique lors de la campagne du Portugal en 1809. Sa capture, due à une confiance excessive qui lui fait sous-estimer le danger représenté par la guérilla, met cependant prématurément fin à sa carrière et l'empêche de révéler la pleine mesure de son talent.